# Euporie
Euporie (JXXXIV, S/2001 J10) är en av Jupiters månar. Den upptäcktes den 11 december 2001 av ett team av astronomer vid University of Hawaii under ledning av Scott S. Sheppard. Euporie är cirka två kilometer i diameter och roterar kring Jupiter på ett avstånd av cirka 19 088 000 kilometer.
Den tillhör Ananke gruppen som är en grupp av oregelbundna månar som roterar kring Jupiter i retrograd banor på ett avstånd mellan 19 300 000 kilometer och 22 700 000 kilometer med en lutning på cirka 150°
I den grekiska mytologin var Euporie en av horerna som var döttrar till Zeus.